# La Fille du passeur
 (juillet 2025).
Pour plus de détails, voir Fiche technique et Distribution.

La Fille du passeur est un film muet français réalisé par Louis Feuillade sorti en 1909.

## Distribution
- Renée Carl
- Paul Manson